# Paolo Guinigi
 (février 2021).
Si vous disposez d'ouvrages ou d'articles de référence ou si vous connaissez des sites web de qualité traitant du thème abordé ici, merci de compléter l'article en donnant les références utiles à sa vérifiabilité et en les liant à la section « Notes et références ».
Paolo Guinigi (né à Lucques en 1376 et mort à Pavie en 1432) est un noble italien, seigneur ou tyran de Lucques de 1400 à 1430.

## Biographie
Paolo Guinigi était issu d’une famille guelfe qui tenait le premier rang dans la République de Lucques, depuis que cette ville avait, en 1370, recouvré sa liberté. Lazzaro Guinigi était chef d'État en 1399. Tous ses parents occupaient des emplois importants, et l’alliance des Florentins paraissait garantir la durée de leur pouvoir ; mais Jean Galéas Visconti, duc de Milan, qui étendait ses projets ambitieux et ses coupables intrigues sur tous les pays limitrophes, fit assassiner, cette année même, Lazzaro Guinigi par son propre frère. La peste qui survint l’année suivante fut plus fatale encore à la maison Guinigi ; elle en moissonna tous les chefs. Paolo Guinigi seul restait à Lucques. On supposait à ce jeune homme peu de talents ou de capacité, et on était loin d’attendre de lui des résolutions dangereuses ; mais un notaire nommé Giovanni Sercambi, qui nous a laissé son histoire, lui fit naître le désir de s’élever à la tyrannie. Guinigi commença par abjurer le parti de ses pères et l’alliance des Florentins, pour demander des secours au duc de Milan ; il introduisit ensuite des paysans ses vassaux et des soldats dans la ville, et le 14 octobre 1400 il se fit déférer par les conseils intimidés ou corrompus le titre de capitaine de la ville et des gens de guerre. L’année suivante il s’attribua de nouveaux pouvoirs, et il finit par dissoudre le gouvernement pour s’établir seul dans le palais public. Paolo Guinigi régna trente ans à Lucques avec moins d’éclat que Castruccio, qui l’avait précédé d’un siècle, mais aussi d’une manière moins ruineuse pour son pays. Il avait étudié avec fruit la science de l’administration, et la ville de Lucques lui a dû plusieurs lois sages et plusieurs institutions économiques qu’elle a conservée jusqu’à la chute de la République. Pendant son long règne il maintint son petit État dans une paix constante, et il échappe presque à l’histoire, qui n’a rien à rapporter sur Lucques pendant cet espace de temps. Sans générosité ni grandeur, sans bravoure ni génie, il n’avait non plus ni vices honteux ni passions cruelles. Il n’avait inspiré aucune affection à ses sujets, et lorsque les Florentins, se prévalant pour lui déclarer la guerre de quelques secours qu’il avait donnés au duc de Milan, l’attaquèrent en 1429 dans l’espérance de conquérir Lucques, tous les habitants des campagnes se déclarèrent pour ses ennemis : ceux de la ville ne combattirent pour le défendre que parce que leur ancienne jalousie contre les Florentins se réveilla dès qu’ils furent menacés de passer sous leur domination. Filippo Brunelleschi, le fameux architecte florentin, crut pouvoir renverser les murs de Lucques, en faisant déborder contre eux les eaux du Serchio ; mais une crue subite de cette rivière renversa les digues de Brunelleschi et inonda le camp florentin. Guinigi en profita pour faire avec ses fils de fréquentes sorties. Il fut des premiers à introduire l’usage des fusils parmi ses soldats. Son exemple, ses louanges et ses récompenses ranimèrent le courage et l’ardeur de ses sujets. Cependant il avait imploré, pour délivrer Lucques, l’assistance de Philippe Marie Visconti, duc de Milan ; celui-ci envoya à son secours Francesco Sforza, qui fut lui-même ensuite duc de Milan et l’un des plus grands hommes de guerre du siècle. Sforza, au mois de juillet 1430, força les Florentins qui assiégeaient Lucques à se retirer : mais il se laissa séduire ensuite par l’argent ou les promesses des ennemis de Guinigi, et il favorisa une conjuration qui avait pour but de rendre à Lucques son ancienne liberté. Paolo Guinigi fut éveillé au milieu de la nuit par une quarantaine de conjurés qui, profitant de leurs liaisons avec lui, étaient parvenus sans obstacle jusque dans sa chambre. Ils lui demandèrent les clefs des portes, celles du trésor et le sceau de l’État. Guinigi leur répondit qu’il était en leur pouvoir avec sa famille et sa fortune. « Souvenez-vous seulement, ajouta-t-il, que j’obtenu la seigneurie et que je l’ai conservée trente ans sans répandre de sang ; faites que le terme de mon pouvoir réponde à son commencement et à sa durée. » Guinigi fut arrêté par les conjurés, avec quatre de ses enfants qui se trouvaient auprès de lui. L’aîné de ses fils, Ladislas, était au camp ; Sforza le fit saisir en même temps. Tous ensemble furent envoyés au duc Milan, qui les fit mettre dans les prisons de Pavie. Guinigi, au bout de deux, ans y mourut de mort naturelle.